# Pedicia (Crunobia) zangheriana
Pedicia (Crunobia) zangheriana is een tweevleugelige uit de familie Pediciidae. De soort komt voor in het Palearctisch gebied.